# Memorymoog
Le Memorymoog est un synthétiseur analogique polyphonique produit par la société Moog entre 1982 et 1985.
Il comporte une polyphonie de 6 voies. Il est équipé de 100 mémoires et d'un clavier 61 notes.
Environ 3 500 exemplaires ont été construits. En fin de cycle de production est apparu un modèle amélioré appelé Memorymoog plus, comportant un petit séquenceur et une implémentation MIDI de base.
C'est le dernier synthétiseur commercialisé par Moog avant ses difficultés financières et son changement de nom en Moog electronics.
Il a été utilisé par de nombreux musiciens et groupes, dont Jean-Michel Jarre, Dominique Nicolas (Indochine), Jan Hammer, Bon Jovi, INXS, Jellyfish,  Rick Wakeman, Nick Rhodes (Duran Duran), ou George Duke.